# Az obsitos
Az obsitos (Soldat på permission) är en operett i tre akter med musik av Emmerich Kálmán och med libretto av Károly Bakonyi. 

## Historia
Den första versionen hade ett ungerskt libretto av Károly Bakonyi och operetten hade premiär i Budapest den 16 mars 1910.
Ett år senare (10 oktober 1911) hade Victor Léon skrivit en tysk version som hade premiär på Bürgertheater i Wien: Der gute Kamerad. Handlingen ändrades från Ungern till Österrike. Huvudrollerna sjöngs av Betty Fischer, Louise Kartousch, Hubert Marischka och Ernst Tautenhayn.
Den tredje och mer nationalistiska versionen Gold gab ich für Eisen hade premiär på Theater an der Wien den 16 oktober 1914. Den versionen bearbetades och utökades med ytterligare musik av Sigmund Romberg och texter av Rida Johnson Young till Her Soldier Boy, vilken sattes upp på Broadway där den spelades från 6 december 1916 till 26 maj 1917, och som Soldier Boy på Apollo Theatre i London 1918.

## Personer
| Roller                              | Röststämma | Premiärbesättning 16 mars 1910 (Dirigent: – ) |
| ----------------------------------- | ---------- | --------------------------------------------- |
| Karoline                            |            |                                               |
| Marlene, hennes dotter              |            |                                               |
| Alwin, vän till Karolines son Franz |            |                                               |

## Handling
Karoline och hennes dotter Marlene vet inte om att deras sedan länge försvunne son och broder Franz har dött i kriget. Franzs soldatvän Alwin kommer för att berätta nyheten, men väl där kan han inte förmå sig att säga sanningen. Han introducerar sig som Franz, vilken de inte har sett på många år. Men saker och ting förvärras när Alwin finner att han har förälskat sig i sin egen "syster".